# 泰格·史洛夫
傑·赫曼特·史洛夫（英語：Jai Hemant Shroff，1990年3月2日—）或稱藝名泰格·史洛夫（英語：Tiger Shroff），印度男演員，主要在寶萊塢工作。他是演員杰基·史洛夫及艾莎·杜特之子，以浪漫動作片《英雄主義》（2014年）出道，並為此獲得國際印度電影大獎最佳男新人。史洛夫相繼主演了票房成功的動作片《為愛叛逆》（2016年）、《逆戰救援》（2018年）和《寶萊塢雙雄之戰》（2019年）；但隨後包含《英雄主義2》（2022年）、《加納帕斯》（2023年）與《救世雙雄》（2024年）在內的幾部高預算電影則失利。
2019年，史洛夫與他人共同創立了綜合格鬥組織Matrix Fight Night。

## 早年及家族
傑·赫曼特·史洛夫1990年3月2日生於馬哈拉施特拉邦孟买。父親是演員杰基·史洛夫，母親是製片人、模特兒兼演員艾莎·杜特。他有個名為克里希娜·史洛夫（Jai Hemant Shroff）。藉由父親，他擁有古吉拉特人和土庫曼人血統。而藉由母親則擁有孟加拉人和比利時人血統。他的外祖父是Vir Chakra勋章得主——空軍副元帥蘭詹·杜特。
史洛夫是的虔誠濕婆教信徒，他將自己的體格歸功於湿婆。每週一及每年湿婆节期間都會禁食。他就讀於孟買美國學校。
他憑藉武術經驗，經常花時間幫助其他演員進行電影訓練。2014年，他被授予跆拳道黑带五段。

## 作品列表

### 電影
| 年份 | 片名               | 角色                                   | 附註 | 來源   |
| ---- | ------------------ | -------------------------------------- | ---- | ------ |
| 2014 | 《英雄主義》       | 巴布盧·辛格（Bablu Singh）                        |      | [ 20 ] |
| 2016 | 《為愛叛逆》       | 蘭維爾·「朗尼」·普拉塔普·辛格（Ranveer "Ronny" Pratap Singh）      |      | [ 21 ] |
| 2016 | 《飞行侠》         | 阿曼·迪倫（Aman Dhillon）                          |      | [ 22 ] |
| 2017 | 《极限舞王》       | 馬納夫·「穆納」·羅伊（Manav "Munna" Roy）               |      | [ 23 ] |
| 2018 | 《歡迎來到紐約》   | 他自己                                 | 客串 | [ 24 ] |
| 2018 | 《逆戰救援》       | 蘭維爾·「朗尼」·普拉塔普·辛格          |      | [ 25 ] |
| 2019 | 《年度最佳學生2》  | 羅漢·薩奇德夫（Rohan Sachdev）                      |      | [ 26 ] |
| 2019 | 《寶萊塢雙雄之戰》 | 哈立德·拉赫馬尼（Khalid Rahmani）／索拉布·帕蒂爾（Saurabh Patil） |      | [ 27 ] |
| 2020 | 《危境救援》       | 蘭維爾·「朗尼」·查圖維迪（Ranveer "Ronnie" Chaturvedi）           |      | [ 28 ] |
| 2022 | 《英雄主義2》      | 巴布盧·辛格                            |      | [ 29 ] |
| 2023 | 《加納帕斯》       | 加納帕斯／達里尼（Ganapath / Dalini）                   |      | [ 30 ] |
| 2024 | 《救世雙雄》       | 拉克什（Rakesh）                             |      | [ 31 ] |
| 2024 | 《雄獅歸來》       | 薩蒂亞·巴利警務處助理處長（ACP Satya Bali）          |      | [ 32 ] |
| 2025 | 《為愛叛逆4》      | 待公布                                 |      | [ 33 ] |

### MV
| 年份 | 歌名                      | 歌手                       | 來源   |
| ---- | ------------------------- | -------------------------- | ------ |
| 2015 | 〈生活，我來了〉          | 阿蒂夫·阿斯拉姆            | [ 34 ] |
| 2015 | 〈讓我們去那兒〉（Chal Wahan Jaate Hain）      | 阿里吉特·辛格              | [ 35 ] |
| 2016 | 〈暢快〉                  | 米特兄弟、阿迪提·辛格·夏馬 | [ 36 ] |
| 2018 | 〈準備好行動〉（Get Ready to Move）        | 阿曼·馬利克                | [ 37 ] |
| 2019 | 〈你來嗎〉（Are You Coming）            | 班尼·達亞爾                | [ 38 ] |
| 2019 | 〈每一口都充滿魅力〉（Har Ghoont Mein Swag）  | 巴德夏                     | [ 39 ] |
| 2020 | 〈我是迪斯可舞者2.0〉（I Am a Disco Dancer 2.0） | 班尼·達亞爾                | [ 40 ] |
| 2020 | 〈印度會微笑〉（Muskurayega India）        | 維沙爾·米什拉              | [ 41 ] |

## 歌曲作品
| 年份 | 歌名               | 附註              | 來源   |
| ---- | ------------------ | ----------------- | ------ |
| 2020 | 〈難以置信〉（Unbelievable）   |                   | [ 42 ] |
| 2021 | 〈卡薩諾瓦〉（Casanova）   |                   | [ 43 ] |
| 2021 | 〈范德馬塔蘭〉（Vande Mataram） |                   | [ 44 ] |
| 2022 | 〈全臉頰的事〉（Poori Gal Baat） |                   | [ 45 ] |
| 2022 | 〈驚訝小姐〉（Miss Hairan）   | 《英雄主義2》歌曲 | [ 46 ] |

## 備註
1. ↑  史洛夫在片中一人分飾兩角。

## 外部連結
- 泰格·史洛夫在互联网电影资料库（IMDb）上的資料（英文）
- 泰格·史洛夫的X（前Twitter）